# Unterfränkischer Jakobsweg
Der Unterfränkische Jakobsweg ist ein Jakobsweg in Unterfranken und verläuft zwischen Schweinfurt (seit 2000) bzw. je nach Sichtweise inzwischen ab Fulda bzw. Bad Kissingen. An dieser Stelle wird der Weg ab Bad Kissingen behandelt. Für den Jakobsweg zwischen Vacha und Bad Kissingen siehe Jakobsweg in der Rhön. In Würzburg geht der Weg in den Fränkisch-Schwäbischen Jakobsweg über.

## Geschichte
Zu früherer Zeit wurden von Pilgern meist Handelsstraßen oder Wallfahrtsrouten genutzt. Welche genau, lässt sich aufgrund der Verschiedenheit der Strecken nicht mehr restlos klären. Jedoch ist anzunehmen, dass die Jakobspilger keine zusätzlichen Mühen auf sich nahmen und daher meist Flussläufen folgten.
Der heutige Weg wurde im Jahr 2000 zwischen Schweinfurt und Würzburg markiert und freigegeben. Die Initiierung stammt von Pfarrer Roland Breitenbach aus Schweinfurt.

## Strecke

### Schweinfurt – Würzburg
In Schweinfurt beginnt der Jakobsweg an der Kirche St. Michael im Musikerviertel. Von dort aus verläuft er westlich über Geldersheim (4,5 km) Richtung Egenhausen (6 km). In Eckartshausen (3,5 km) kann man eine Marienwallfahrtskirche besichtigen. Über Stettbach (2 km), Schraudenbach (1,5 km) und Gänheim (5,5 km) geht es nach Binsbach (3,5 km), wo eine Pilgerherberge hergerichtet wurde (insgesamt 26,5 km).
Von dort aus geht es weiter unter westlicher Umgehung von Gramschatz durch den Gramschatzer Wald nach Güntersleben (14 km) und weiter nach Gadheim, wo sich der Weg verzweigt. Für Fußpilger wird der Weg über Unterdürrbach (4,5 km) und die Steinburg hinab nach Würzburg (3 km) empfohlen (insgesamt 25,5 km). Für Radpilger verläuft der Weg ab Gadheim über Veitshöchheim (2,5 km), von dort aus über den Main nach Margetshöchheim (0,5 km), an Zell am Main (3,5 km) sowie dem Kloster Oberzell vorbei (1,5 km) nach Würzburg (5 km). Diese Strecke ist 29,5 km lang. Traditionell endet der Jakobsweg an der Klosterkirche Don Bosco, da sie die Jakobuskirche von Würzburg war. Alternativ wird der Dom St. Kilian angelaufen.

### Bad Kissingen – Geldersheim
In Bad Kissingen startet der Weg an der Jakobuskirche und verläuft in südlicher Richtung westlich von Wittelsbacher Turm nach Wirmsthal (7,5 km). Von dort aus geht es nach Ramsthal bzw. wahlweise östlich daran vorbei. Von dort aus geht es über den Altenfelder Hof westlich nach Poppenhausen (11,5 km) hinein (insgesamt 19 km).
Von Poppenhausen aus geht es in südlicher Richtung weiter nach Kronungen (2 km) und über Euerbach (3 km) nach Geldersheim (3,5 km), wo dieser Wegabschnitt in den Weg von Schweinfurt aus mündet. Die Strecke zwischen Poppenhausen und Binsbach beträgt 30,5 km.

### Verbindungsstrecke Kronungen – Schweinfurt
Um eine möglichst kurze Verbindung zwischen dem oberen Werntal und Schweinfurt zu schaffen, wurde eine Verbindungsroute über Oberwerrn und Niederwerrn angelegt.

## Pilgerherbergen

### Pilgerherberge in Schweinfurt
In Schweinfurt befindet sich nahe der Kirche Maria Frieden ein Restaurant mit angegliederter Pilgerherberge.

### Pilgerherberge Binsbach
Die Pilgerherberge befindet sich im alten Pfarrhaus neben der Kirche St. Jakobus der Ältere. Das 1924 gebaute Haus wurde zuletzt von Pfarrer Karl Geuppert bewohnt. Nach dessen Tod lebte seine Schwester und Haushälterin bis zu ihrem Tod 2005 im Haus. Das Haus wurde damals schon als Pilgerherberge genutzt. Die Finanzierung des Hauses war ungewiss, bis sich der „Förderkreis Altes Pfarrhaus Binsbach“ 2009 gegründet hatte. Das Haus wurde von der Diözese gekauft und renoviert. Beim Patrozinium der Kirche wurde das Haus von Weihbischof Ulrich Boom zur Pilgerherberge geweiht. Der Verein, die Diözese, die Gemeinde, sowie Spenden weiterer lokaler Gesellschaften und Privatleute finanzierten den Umbau.
In dem Haus ist neben der Pilgerherberge auch ein Gemeindezentrum entstanden. Im Erdgeschoss befindet sich das Gemeindehaus mit Küche, Gruppenräumen und Toiletten, im Obergeschoss die Herberge mit insgesamt sechs Betten und Sanitärbereich.

## Jakobskirchen am Weg
- Jakobuskirche in Bad Kissingen
- St. Jakobus der Ältere in Poppenhausen
- St. Jakobus der Ältere in Vasbühl (Abstecher)
- St. Jakobus der Ältere in Schraudenbach
- St. Jakobus der Ältere in Binsbach
- St. Markus-Kapelle in Gadheim (ehemalige Jakobuskapelle)
- Klosterkirche Don Bosco (ehemalige Jakobuskirche)